# Pseudoracelopus acaulis
Pseudoracelopus acaulis là một loài Rêu trong họ Polytrichaceae. Loài này được (Mitt.) Z. Iwats. miêu tả khoa học đầu tiên năm 1969.